# Browar Nr 1 w Łodzi

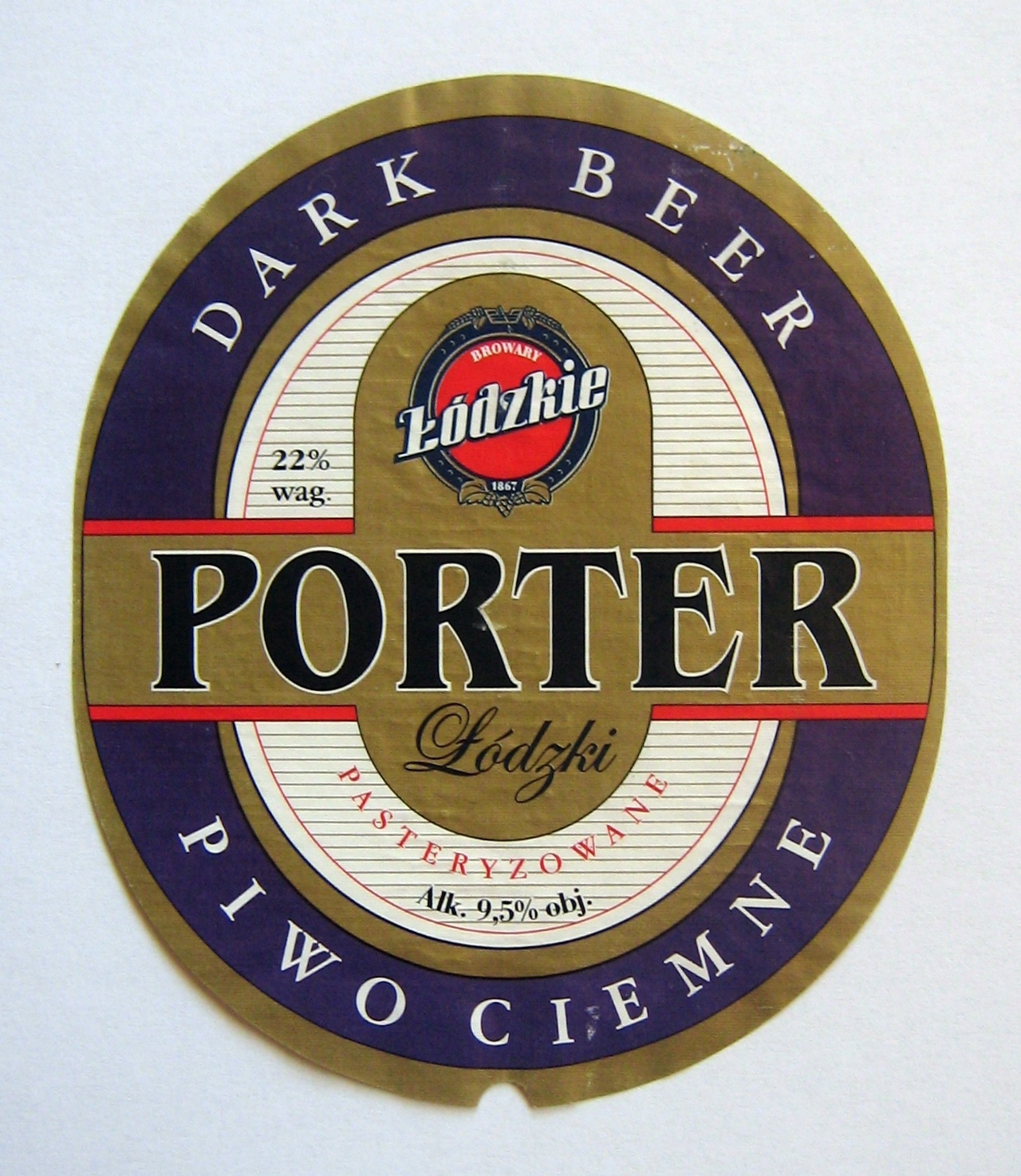
Etykieta Porteru Łódzkiego, 2010

Browar Nr 1 w Łodzi – browar przemysłowy w Łodzi założony w 1867 przez Karola Gottloba Anstadta. Zakład należy do przedsiębiorstwa Browary Łódzkie S.A.

## Historia
Browar Anstadtów powstał w drugiej połowie XIX wieku z inicjatywy Karola Gottloba Anstadta, który po nieudanych interesach związanych z produkcją perkalu zmienił branżę i zajął się piwowarstwem.
W latach 1866–1867 Karol Anstadt wybudował na wschód od najstarszej części Łodzi nad rzeką Łódką duży i nowoczesny zakład, który w krótkim czasie stał się wiodącym przedsiębiorstwem branży piwowarskiej.
Po śmierci Karola Gottloba Anstadta w 1874 jego firmę przejęli synowie: Karol Ludwik Anstadt, Fryderyk Anstadt i Zenon Anstadt. We wrześniu 1886 Karol, Fryderyk, Ludwik, Zenon – synowie Karola G. Anstadta – i Amelia Handke – jego starsza córka – przekształcili browar w spółkę akcyjną, która przyjęła nazwę Akcyjne Towarzystwo Browaru Parowego K. Anstadta Sukcessorów w Łodzi. Nowe przedsiębiorstwo zostało rozbudowane i wzorem innych łódzkich fabryk powiększone o szereg budynków gospodarczych i mieszkalnych.
W 1900 Karol Ludwik Anstadt wybudował odrębny browar w Radogoszczu, a Zenon Anstadt w 1902 odkupił browar w Zduńskiej Woli od A. Warszawskiego.
Po I wojnie światowej nazwę spółki zmieniono na Browar i Fabryka Kwasu Węglowego Sukcesorów Karola Anstadta S.A.
Po II wojnie światowej zakład upaństwowiono i włączono jako Browar Nr 1 w skład Zakładów Piwowarskich w Łodzi, które obecnie noszą nazwę Browary Łódzkie S.A.
Browar produkuje piwa głównie na zlecenie sieci supermarketów i dyskontów spożywczych.

## Produkty
Lager

- Argus Premium
- Fasberg
- Fox Jasne
- Fox Mocne
- Glob Premium
- Glob Specjal
- Junak Premium
- Junak Strong
- Karlsquell
- Lodwar
- Lodwar Mocny
- Łódzkie Mocne
- Sarmackie Mocne
- Tygrys
- Tkackie Marcowe
- Kustosz Jasne

Porter bałtycki
- Porter Łódzki
- Argus Porter

Piwo ciemne
- Junak Ciemne

Piwo smakowe

- Chat Malina
- Chat Tequila
- Chat Imbir
- Chat Jabłko
- Chat Malina
- Karlsquell Malina
- WOW! o smaku maliny
- WOW! o smaku imbirowym
- WOW! o smaku żurawiny
- Tekiza
- Kustosz Tequila

Piwo miodowe
- Ludowe na miodzie

Radler
- Argus Radler
- Karlsquell Radler

## Produkty produkowane w przeszłości
Lager

- Albertus
- Champion
- Chojrak Jasne
- Chojrak Mocne
- Eurogold Light
- Eurogold Strong
- Eurogold Premium
- Grost
- Karlsquell
- Keniger
- Ułańskie
- Ułańskie Mocne

Piwo ciemne
- Cork
- Irishgold
- Piwo Karmelowe
- Gold Caramel Classic
- Chat Karmelowe